# Schloss Reinhardsbrunn

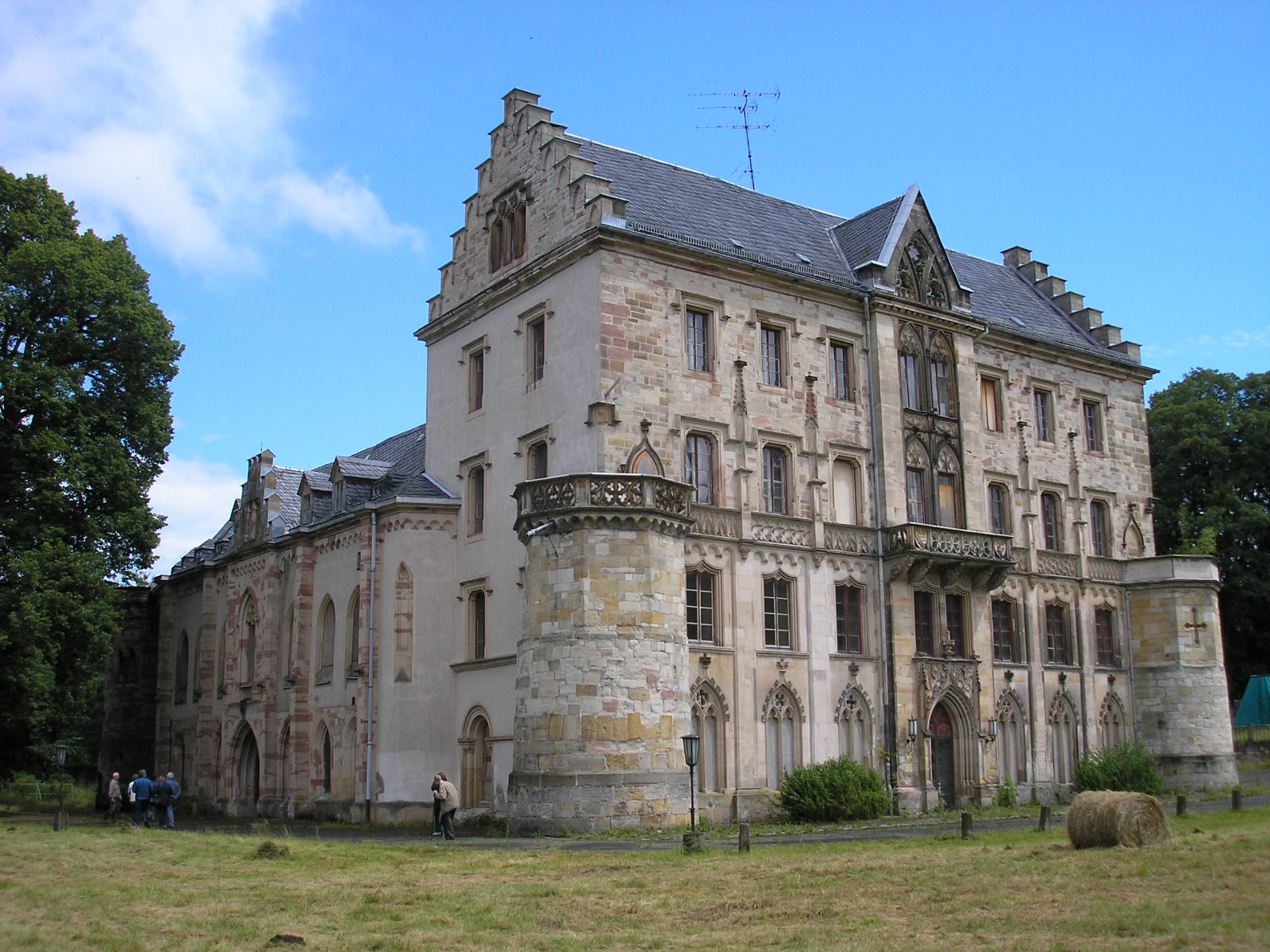
Fachada ocidental do Schloss Reinhardsbrunn

O Schloss Reinhardsbrunn é um antigo palácio real alemão edificado em 1827 sobre as ruínas da abadia beneditina dos condes da Turíngia. Situa-se em Reinhardsbrunn, um bairro de Friedrichroda, no distrito de Gota, Estado da Turíngia.
Foi neste palácio que a Rainha Vitória conheceu o seu futuro marido, Alberto de Saxe-Coburgo-Gota.

## História

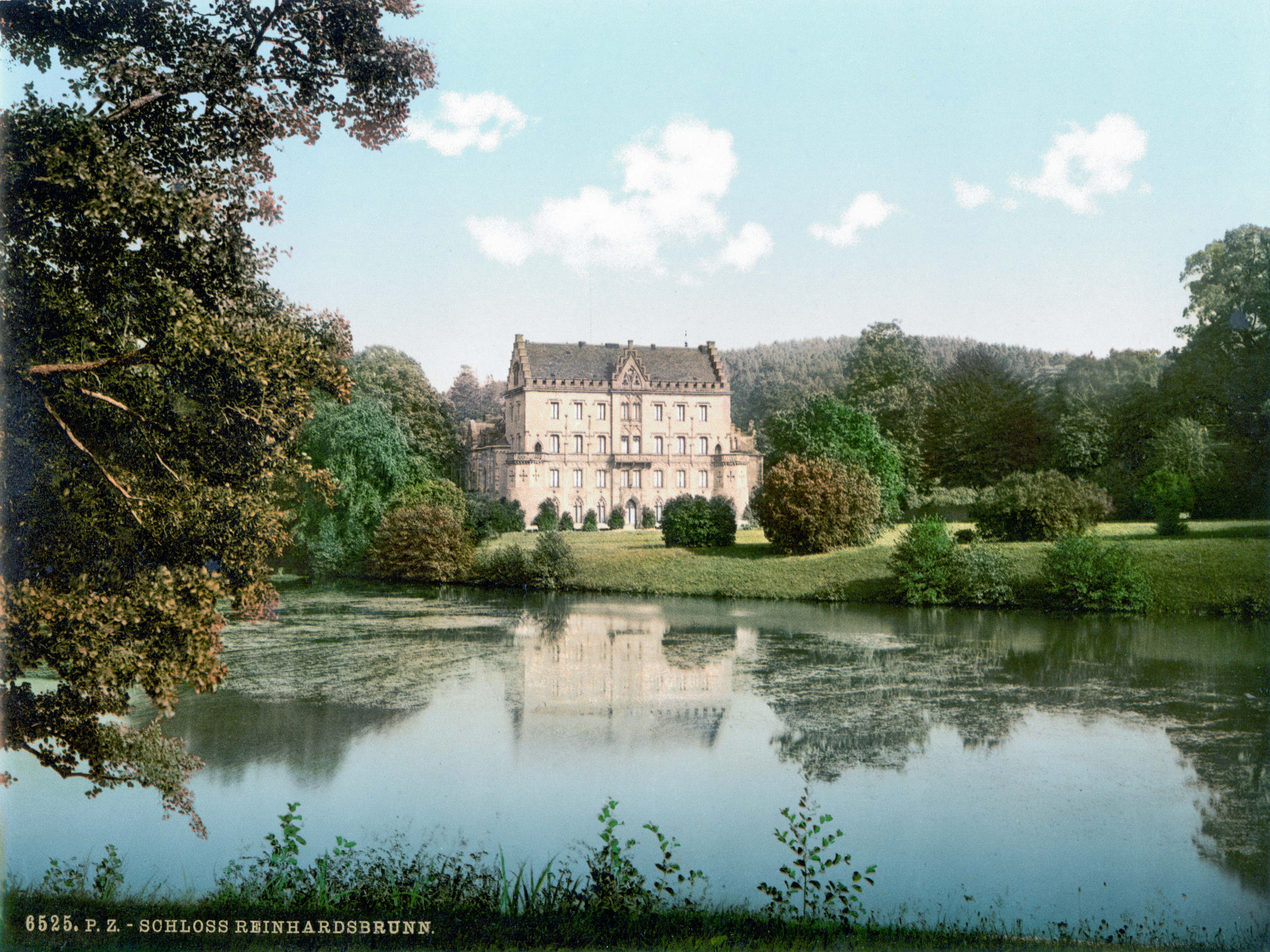
Aspecto do Schloss Reinhardsbrunn cerca de 1900

A fundação do mosteiro teve lugar em 1085 e deveu-se ao Conde da Turíngia Ludwig der Springer, que o fez erguer na vizinhança do seu castelo ancestral, o Schauenburg, próximo de Friedrichroda. O convento de Reinhardsbrunn estava relacionado com os conventos de Hirsau e de Cluny, encontrando-se sob protecção papal a partir de 1092.
O mosteiro ganhou importância como centro da Reforma de Hirsau na Turíngia, mas também como abadia e local de sepultura dos condes da Turíngia a partir dos Ludowinger, tendo estado envolvido na questão das investiduras. Entre 1156 e 1168, o bibliotecário de Reinhardsbrunner, Sindold, reuniu um conjunto de epístolas. Nestas, estão incluidas cartas do século XII que mostram a actividade do convento e cocorrespondência com a família dos condes, mas também o padrão, o treino de estilo e material teórico sobre a arte de escrever cartas.
A Crónica de Reinhardsbrunner, reunida entre 1340 e 1349, oferece notícias referentes ao período entre o século VI e 1338. Inclui a história do próprio mosteiro, da sua criação, da família Ludowinger, do Condado da Turíngia e da sua transição para os Wettin e, também, para o Império Alemão. Também serviu como modelo para fontes agora consideradas perdidas.

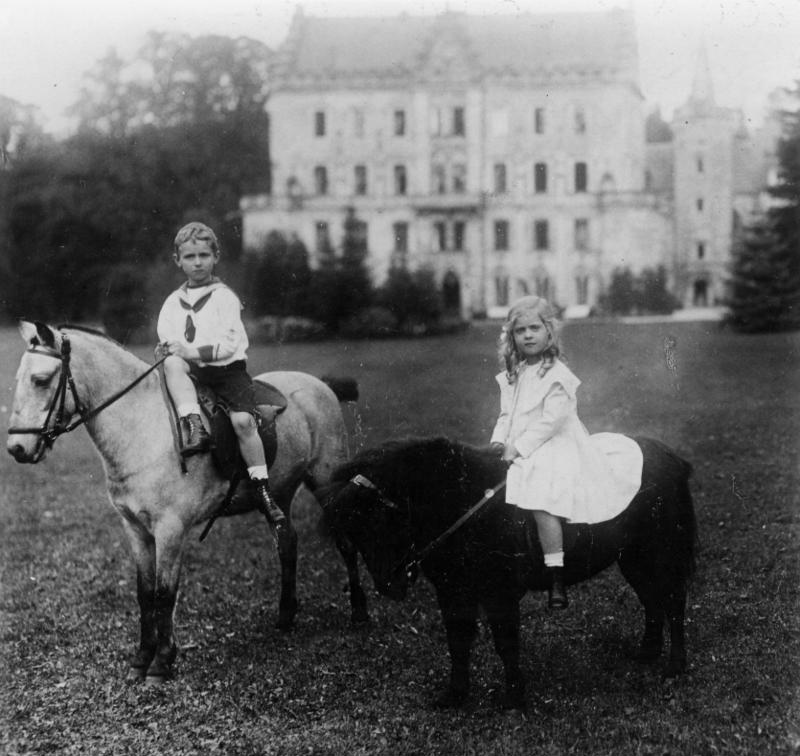
O Príncipe Herdeiro de Saxe-Coburgo-Gota frente ao Schloss Reinhardsbrunn em 1913.

No início do século XIII assistiu-se a um declínio gradual do mosteiro de Reinhardsbrunn, reforçado pela extinção dos Ludowinger em 1247 e por um incêndio ocorrido no edifício em 1292. No entanto, mesmo durante o domínio dos Wettin, que sucederam aos Ludowingern como Landegraves das Turíngia, Reinhardsbrunn serviu várias vezes como local de sepultura.
Em 1525, durante a Guerra dos Camponeses, o mosteiro foi saqueado e destruído. Os monges fugiram para Gota e a posse do mosteiro foi vendida ao Príncipe-eleitor da Saxónia. Os edifícios da abadia cairam em desuso durante as décadas seguintes. Em 1952, as lápides dos condes foram passadas para a Georgenkirche (Igreja de São Jorge), em Eisenach.
Em 1827, o duque Ernesto I de Saxe-Coburgo-Gota, que tinha herdado o local, ergueu um palácio de recreio ao estilo inglês sobre as ruínas da antiga abadia, passando a estar rodeado por um parque paisagístico instalado em 1850. A Rainha Vitória e Alberto de Saxe-Coburgo-Gota, filho de Ernesto I, encontraram-se ali várias vezes. A família real manteve a sua posse até à Segunda Guerra Mundial quando, depois de algum tempo nas mãos do Estado, o palácio e a propriedade foram usados por um curto período pelas forças soviéticas russas como hospital militar e, depois disso, com várias funções pelo governo da RDA: inicialmente, como local de instrução, e a partir de 1961 como hotel. Depois de 1991, o palácio com os seus equipamentos passaram para mãos privadas, para ser encerrado em 2001, parecendo o seu destino incerto. No local existem vários outros elementos.

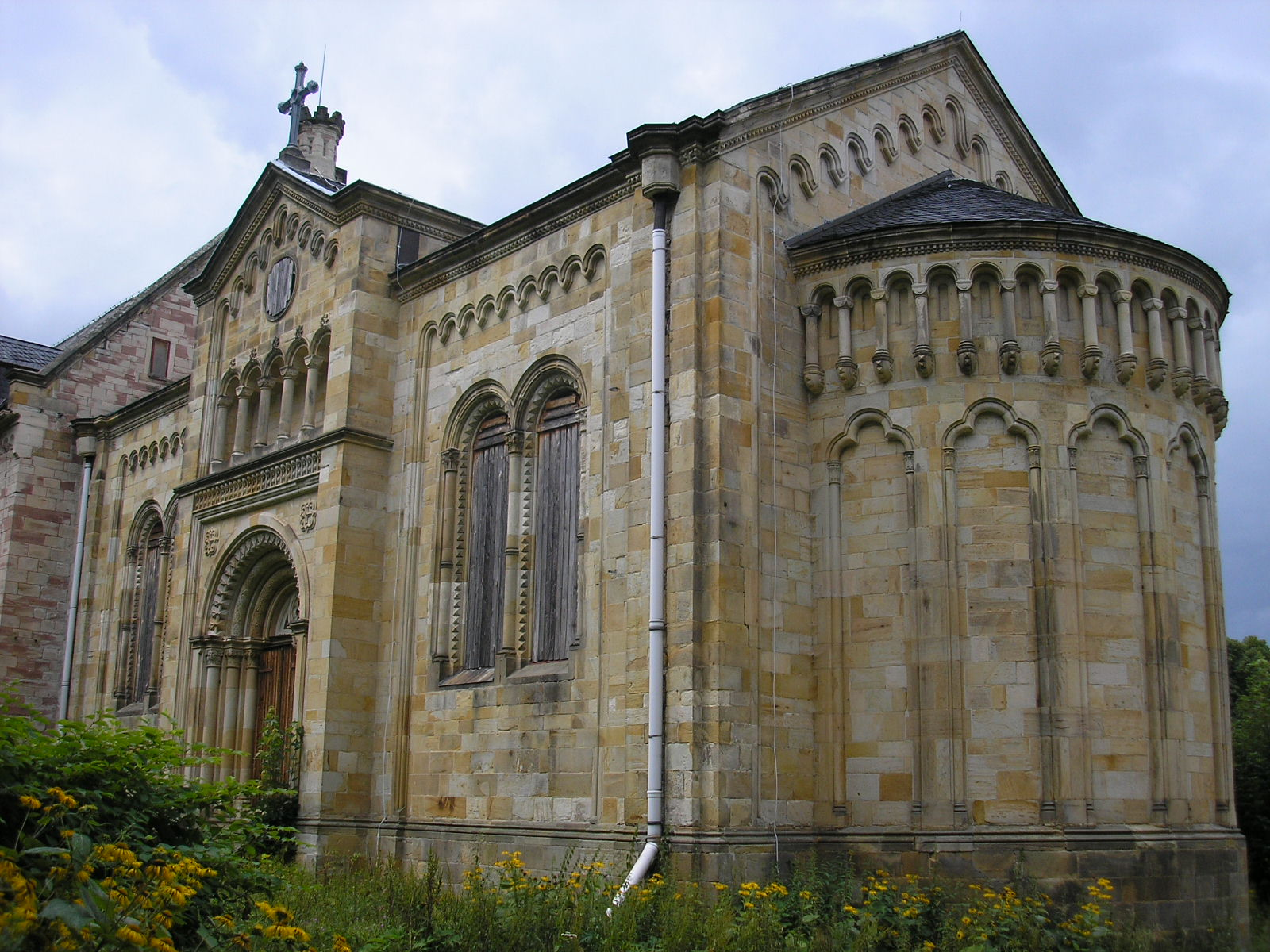
Capela palaciana
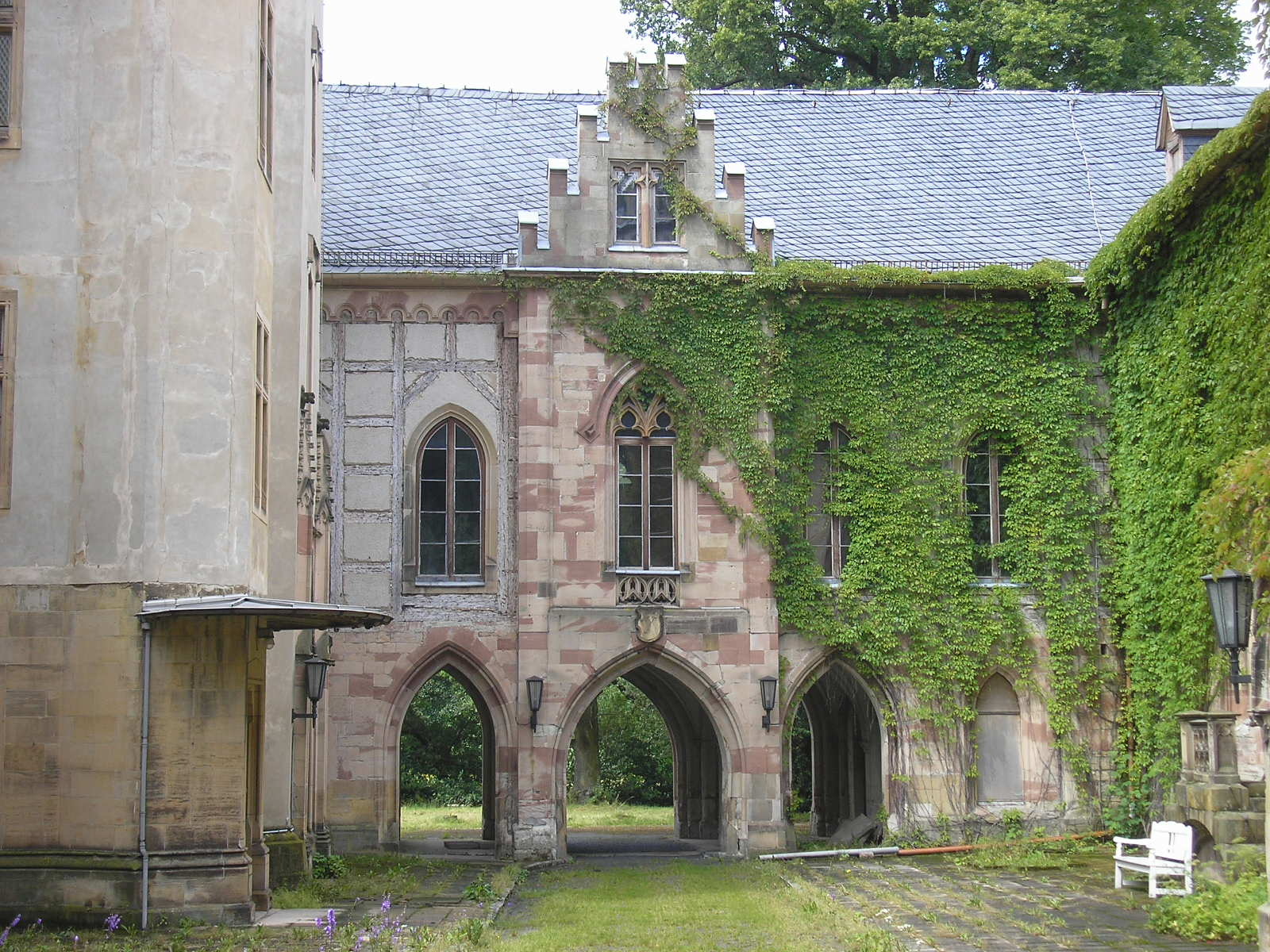
Galeria de ligação entre o corpo principal e o edifício secundário
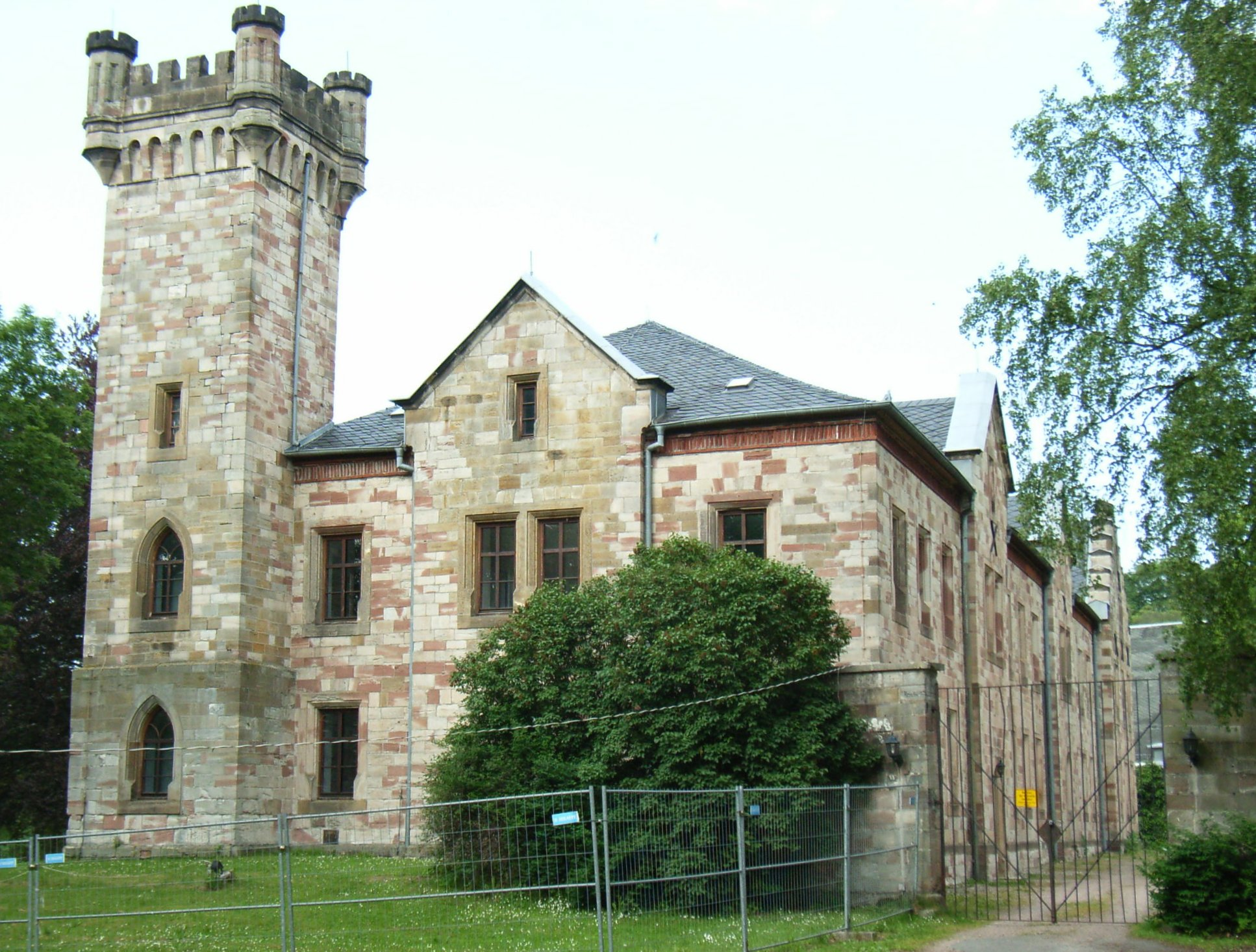
Casa dos Cavaleiros (Kavalierhaus)
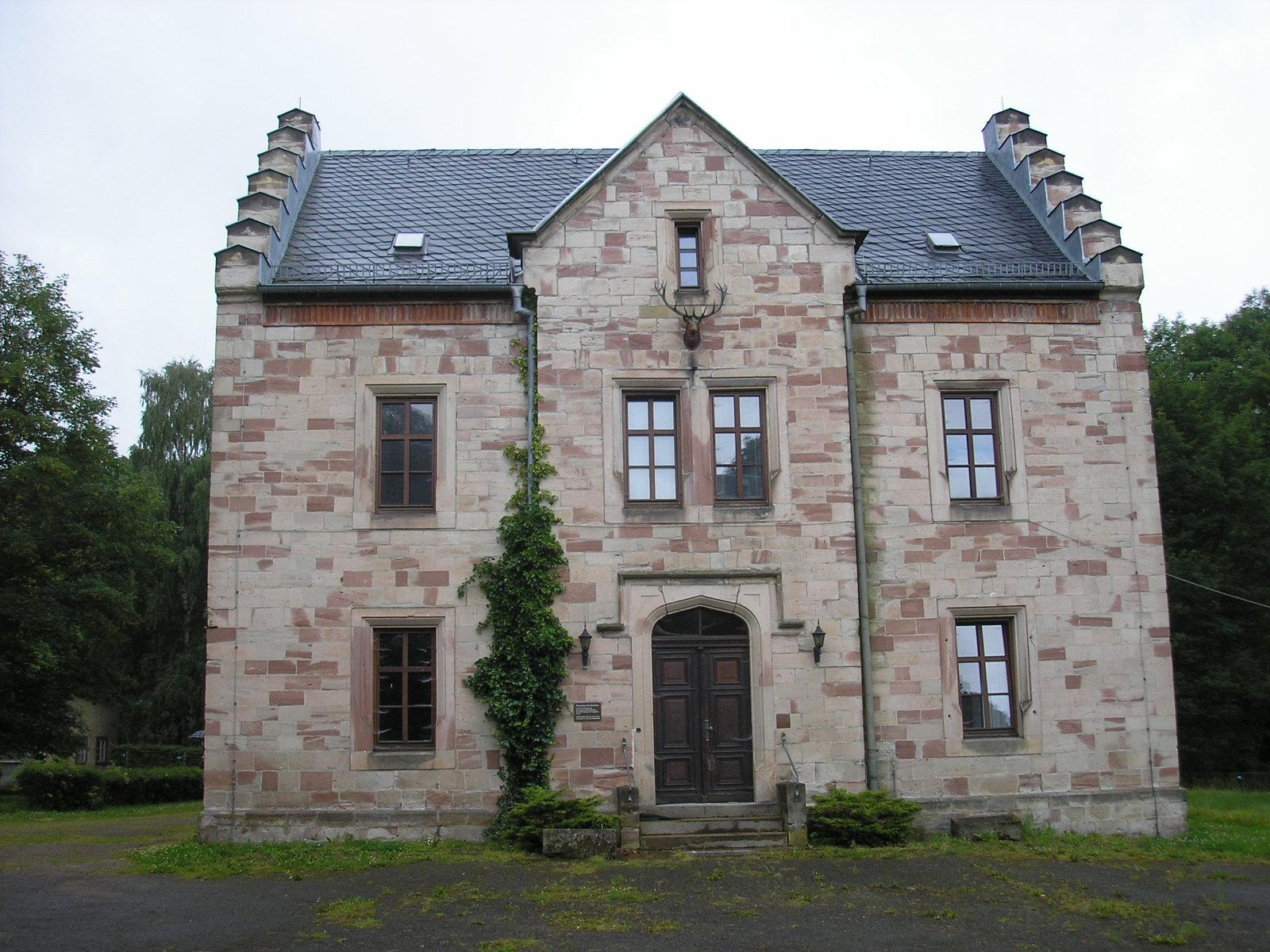
Fachada traseira da Casa dos Cavaleiros
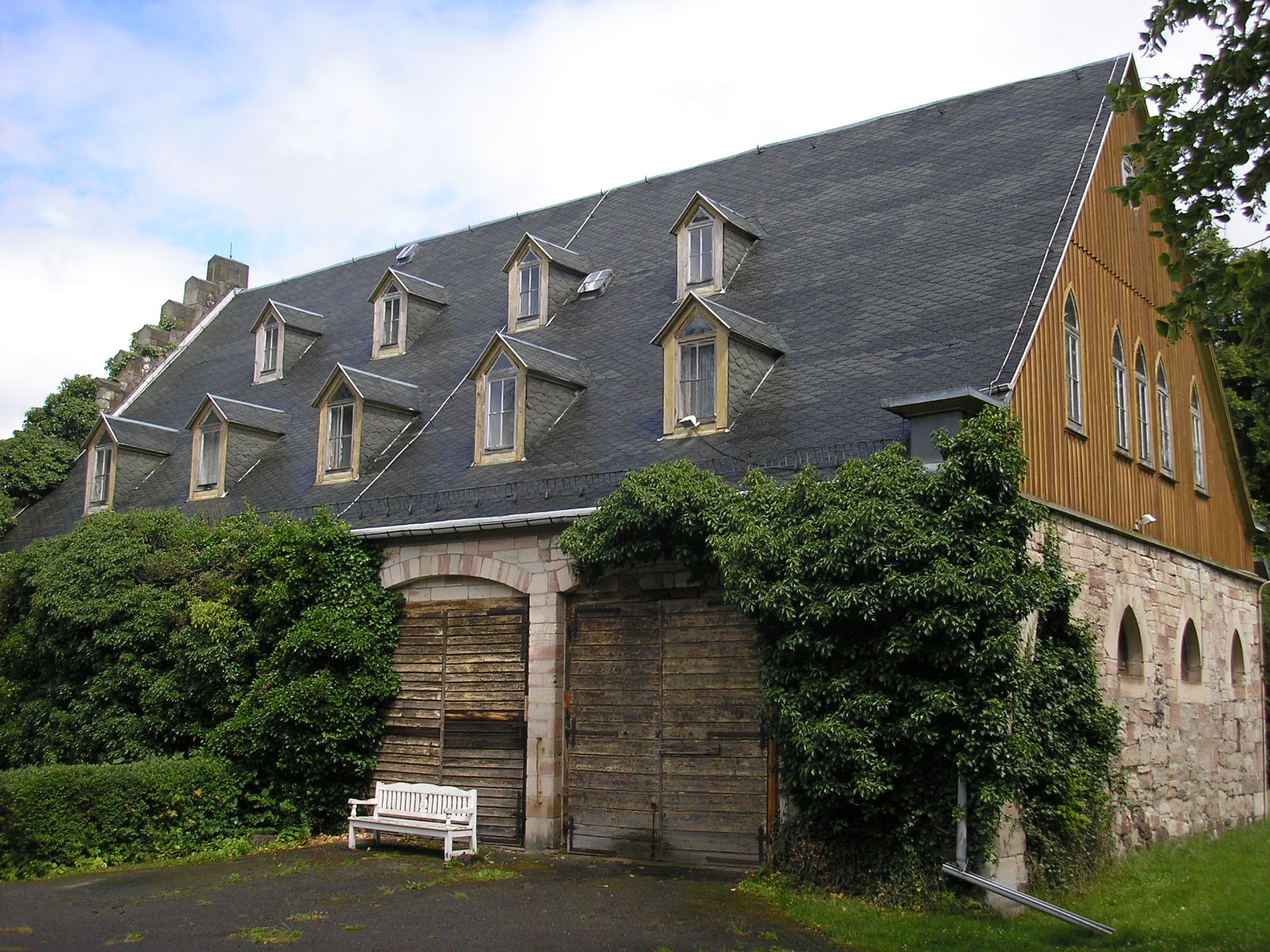
Estábulos
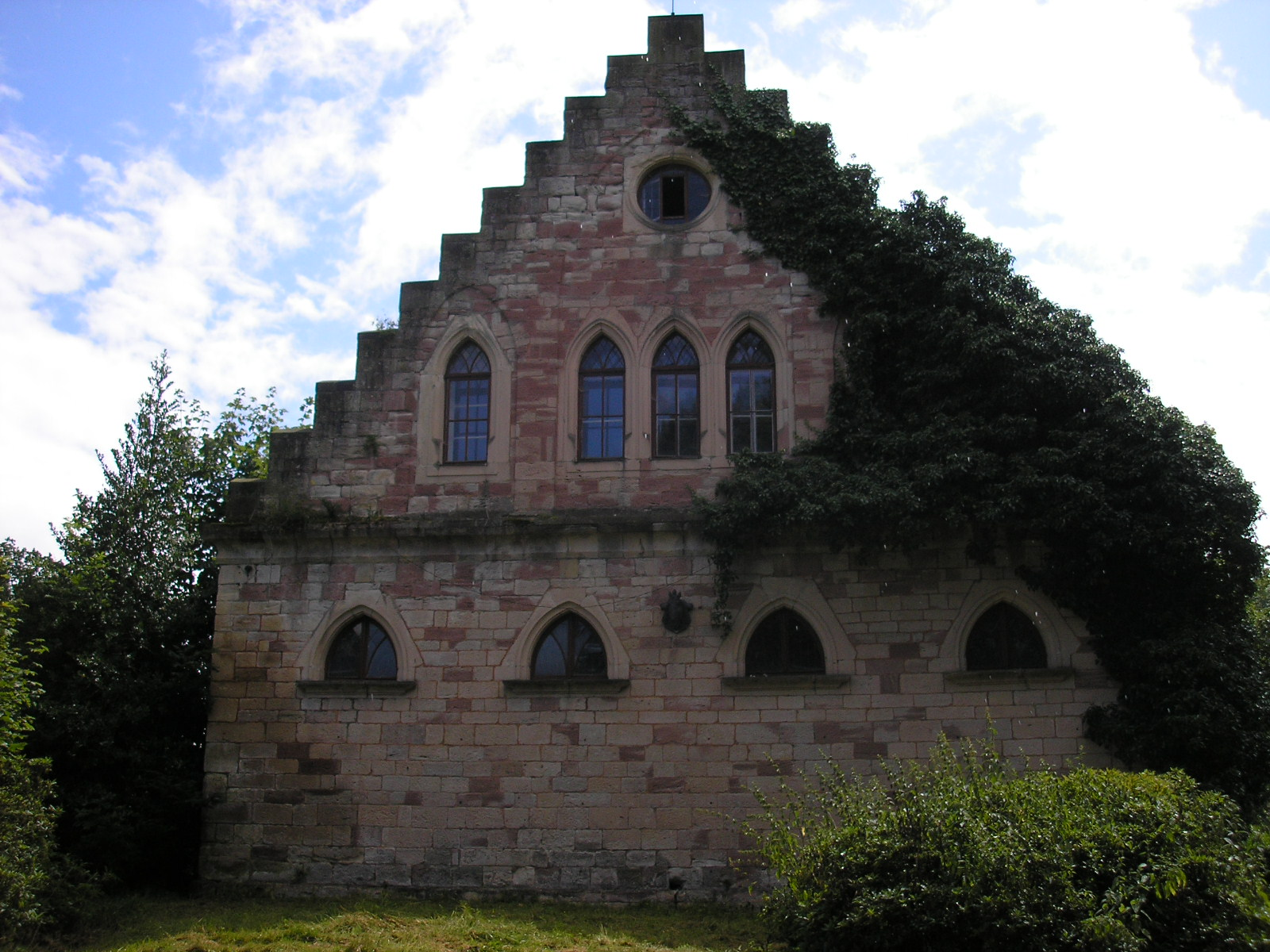
Vista lateral dos estábulos
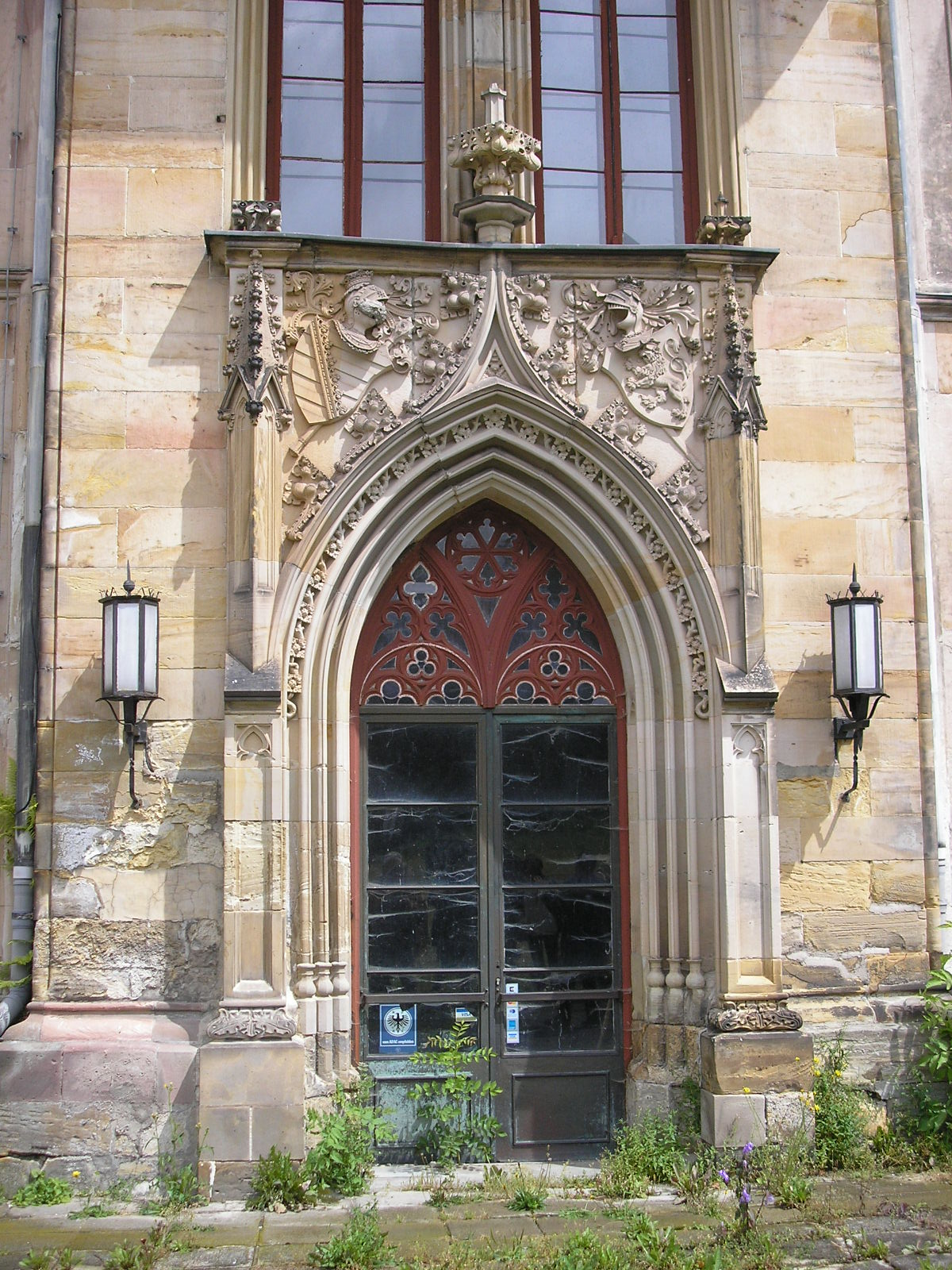
Detalhe do portal do palácio
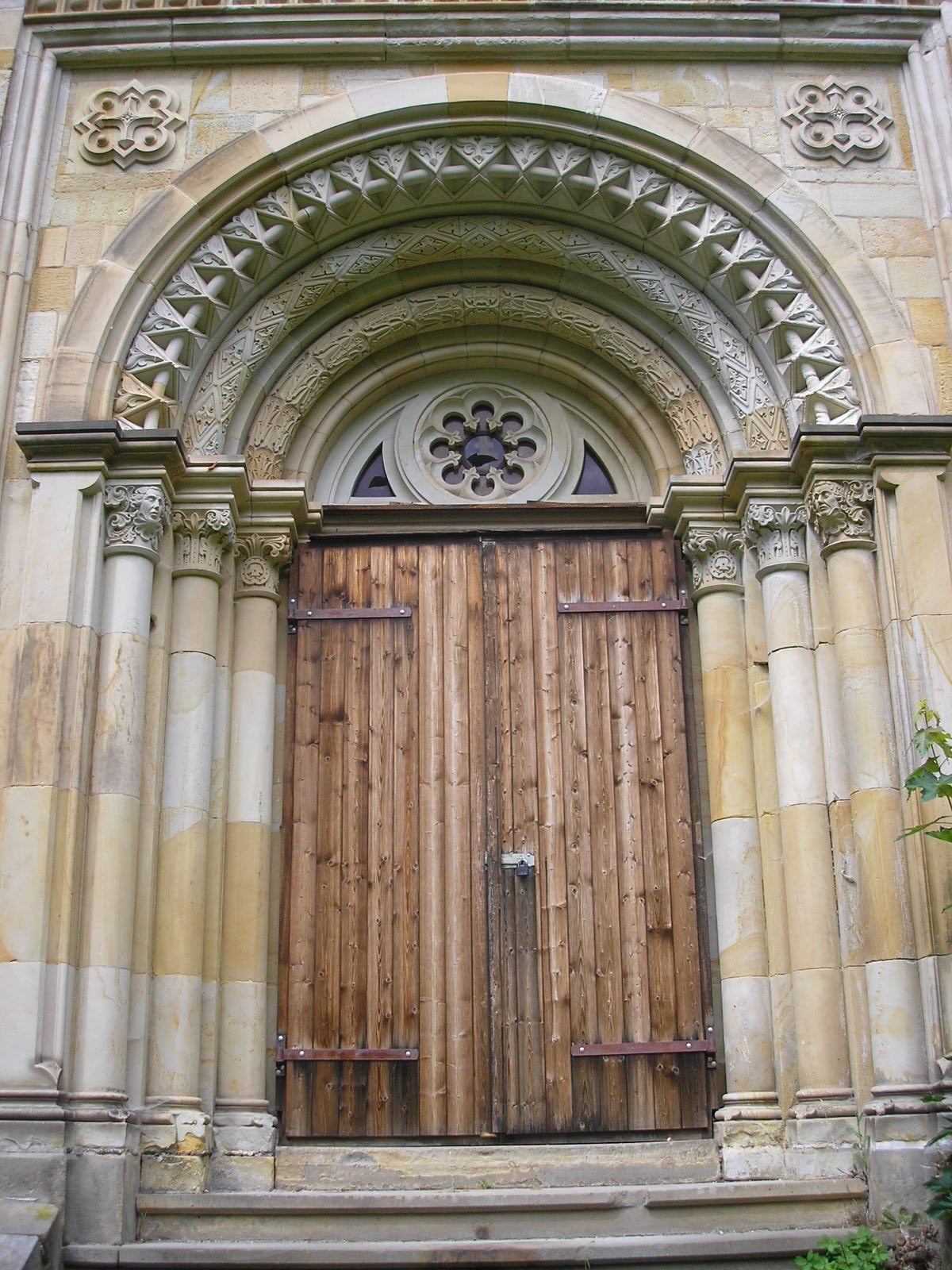
Detalhe do portal da capela
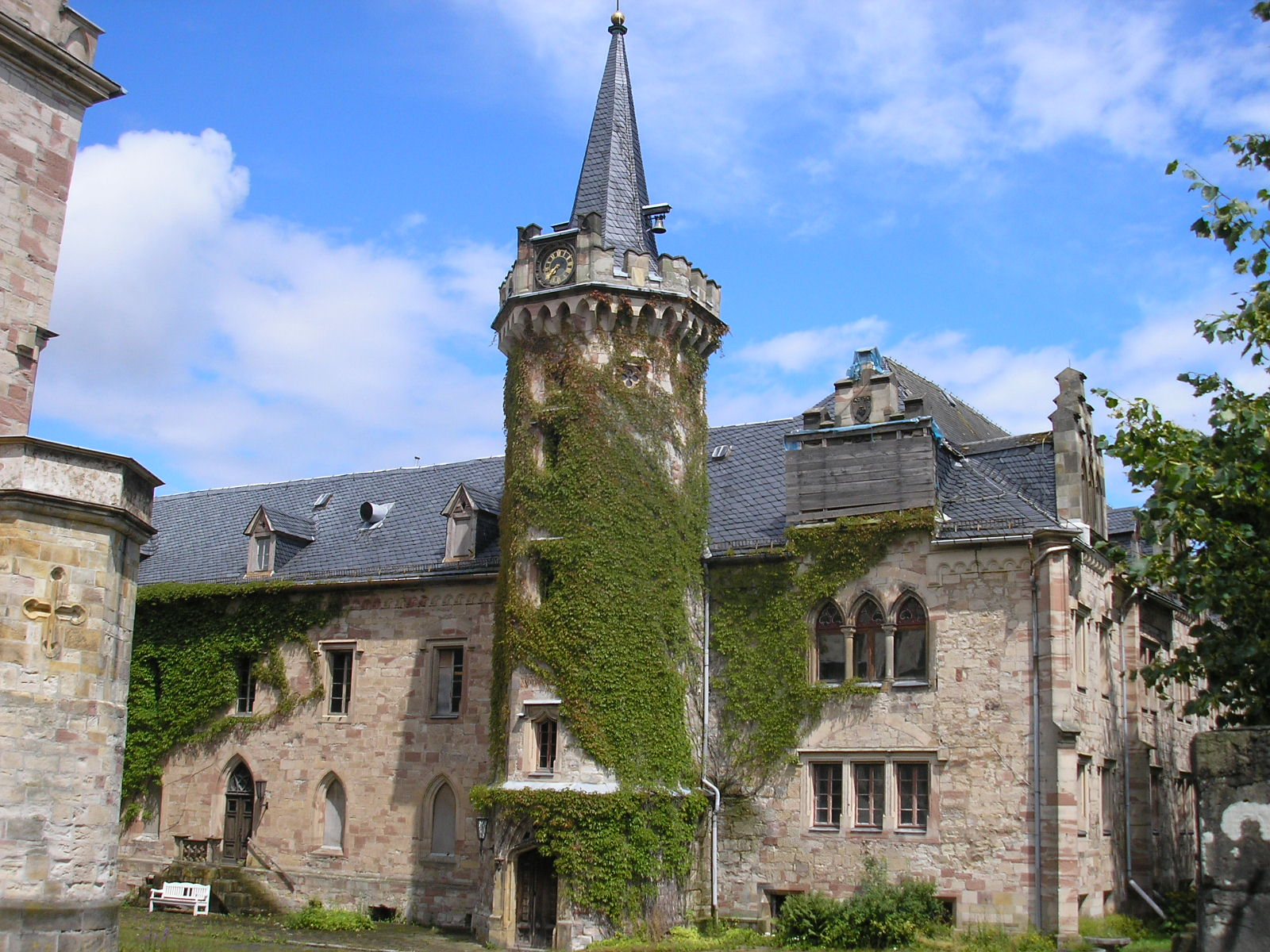
Torre
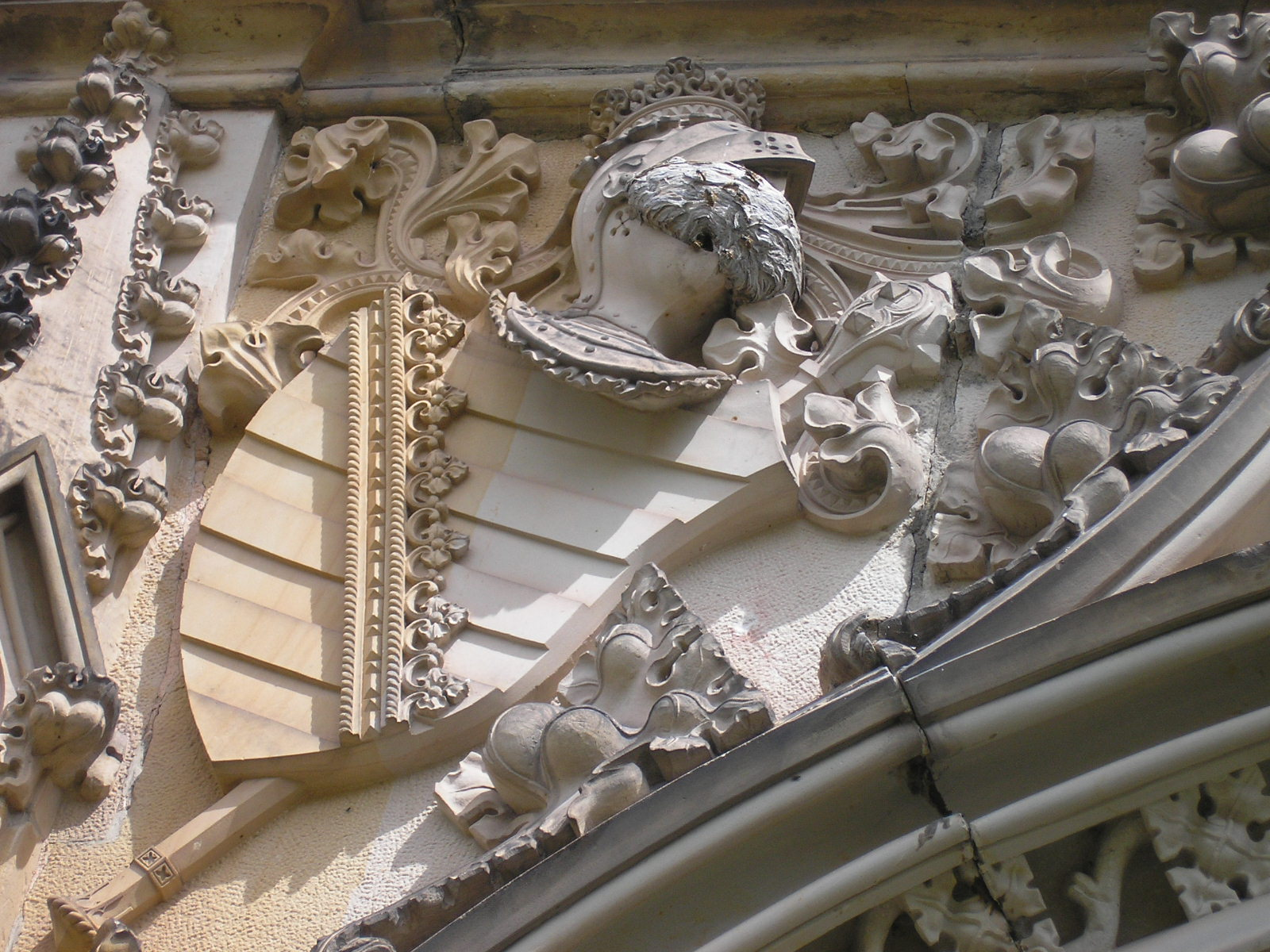
Um ninho de vespas no brasão do portal